# Кравців Йосиф
Йосиф Кравців — український селянин зі села Вороблевичів, посол на Галицький сейм у 1861—1866 роках. Обраний в окрузі Лука — Меденичі.
Депутат Дрогобицької повітової ради. 1867 року разом з десятьма іншими її депутатами-русинами (українцями) склав мандат на знак протесту проти рішення більшості ради скасувати мандат Миколи Антоневича. На додаткових виборах обраний повторно, як і М. Антоневич і 10 інших депутатів-українців.
Єдиний зі селянських послів Галицького сейму склав пожертву на український театр (5 золотих ринських).